# 상사와 아내
《상사와 아내》는 한국방송공사 2TV 특집드라마이다.

## 제작진
- 극본 : 고영훈
- 연출 : 한정희

## 출연진
- 윤승원
- 양미경
- 사미자
- 김성겸
- 이종만
- 권미혜
- 백찬기